# Suzanne Husky
Suzanne Husky, née en 1975 à Bazas (Gironde), est une artiste franco-américaine, formées aux arts plastiques : dessin, peinture, céramique, sculpture, tapisserie, vidéo, etc. Militante engagée pour la préservation des écosystèmes, elle place les questions environnementales au cœur de son œuvre.

## Biographie
Suzanne Husky est née d’un père, ancien militaire devenu musicien de jazz et d’une mère artiste peintre. À la fin des années 70, ses parents entreprennent un retour à la terre en réhabilitant un moulin à eau sur le Beuve, affluant de la Garonne, embarquant leurs quatre enfants dans cette aventure. L’artiste explique que c’est de là que lui vient sa relation quasi charnelle avec la nature qui sous-tend sa démarche artistique engagée.

« Mon père américain a fait l’armée avant de devenir musicien de jazz. Il nous a élevés comme des petits soldats : on a creusé des bassins, labouré, défriché, cultivé… Enfant, je ne rêvais pas d’être artiste mais paysan. »

Sortie en 2000 de l’École des beaux-arts de Bordeaux avec un DNSEP, elle est aussi titulaire d’un diplôme de paysagisme horticole acquis au Merritt College à Oakland en Californie. Elle s’est aussi formée en agroforesterie auprès de l’association Arbre et Paysage 32 dans le Gers durant la pandémie de COVID-19 entre 2020 et 2021.
Avec ce bagage à la fois artistique et technique, elle élabore au fil des années une œuvre qui mêle les techniques (dessin, peinture, sculpture, vidéo…) pour sensibiliser le public d’une manière poétique et ludique aux multiples enjeux environnementaux.
Elle s’est faite remarquée en 2017 au salon Jeune Création de Montrouge avec La noble pastorale, une tapisserie qui détourne la célèbre tapisserie de La Dame à la licorne dans lequel on voit un militant écologiste aux prises avec une abatteuse d’arbre en action (en lieu et place de la licorne). Cette œuvre souligne le combat inégal entre l’homme et la machine. Elle a été acquise en 2021 par le musée des Abattoirs de Toulouse.
L’artiste, qui vit entre Gajac en Gironde et San Francisco, expose régulièrement depuis 2008 en France et à l’international : à San Francisco, au YBCA (2008), au De Young Museum (2010), à l’aéroport international de San Francisco (2017) ; à la 16e Biennale d'Istanbul (2019) ; au Musée d'art moderne de Varsovie (2020) ; au Transpalette de Bourges (2021), la Biennale de Lyon (2022).
En 2023, elle le reçoit le prix Drawing Now qui lui permet de présenter en 2024 au Drawing Lab à Paris une exposition sur le rôle essentiel des castors dans la préservation des milieux aquatiques, intitulée Le temps profond des rivières. Les textes qui l’accompagnent ont été confiés au philosophe Baptiste Morizot. Ses aquarelles – dont une immense fresque de plus de sept mètres de long qui retrace les rapports homme-castor depuis le néolithique – sont réalisées dans un style qui mixte naturalisme et poésie, avec une visée pédagogique concernant la préservation de l’environnement.
Sa collaboration avec le philosophe s’est poursuivie avec la parution en octobre 2024 d’un ouvrage « chorale », Rendre l’eau à la terre, mêlant réflexion philosophique, écologique et dessins à l’aquarelle,.
Suzanne Husky a aussi été lauréate de la première édition du prix de la fondation Choi pour l’art contemporain en 2021.

## Démarche artistique
Ce qui caractérise la démarche de l’artiste et fait d’elle un phénomène un peu à part, c'est combien elle pousse loin le travail de recherche et d’expertise concernant un domaine particulier (comme avec les castors) pour restituer ensuite dans ses œuvres, notamment picturales, un contenu pédagogique très fouillé. Elle engage non seulement une réflexion critique sur les impasses de notre culture de la domination de la nature mais propose aussi des solutions concrètes pour en sortir, en renouant une sorte de pacte d'alliance avec les autres formes de vie (les non-humains).

« Aujourd'hui, l’acte de faire émerger des images est séparé du reste de la vie. D’un côté les centres d’art ou les galeries, et de l’autre la vie. Cette séparation est difficile à comprendre, si l’on se souvient qu’il n’y a pas si longtemps, on faisait des peintures rupestres après la chasse. […] Concrètement, quand je suis invitée à exposer, j’essaie d’inclure le composant « prise de terre » : il s’agit de proposer une action de terrain en parallèle de l’exposition. »

Sa démarche se veut pédagogique et force de proposition en prenant avis auprès de spécialistes de la restauration des écosystèmes, à qui elle donne parfois la parole dans ses documentaires, comme lorsqu’elle recueille le témoignage de la naturaliste Patti Smith dans le documentaire Le Son d’une nouvelle cascade (2022).

## Sources
- « Suzanne Husky rallie son art à la cause des castors », sur Le Monde, 16 mars 2024

- « A la découverte des berges de la Bièvre avec l’artiste Suzanne Husky », sur Le Monde, 8 mars 2024

- « Suzanne Husky, ses pairs castors », sur Libération, 29 janvier 2024

- « Ramener les castors dans nos imaginaires », sur La Croix, 3 avril 2024

- « Les castors, « guérisseurs » de nos rivières, au cœur de l’œuvre de Suzanne Husky au Drawing Lab à Paris », sur BeauxArts, 15 mars 2024

- « Biographie et expositions », sur Drawing Lab Paris (consulté le 10 novembre 2024)

- « Biographie et bibliographie », sur Documents d'artistes – Nouvelle Aquitaine (consulté le 10 novembre 2024)

- « Œuvres, biographie et presse », sur Galerie Alain Guthac (consulté le 10 novembre 2024)